# Бембо, Бонифачо
Бонифа́чо Бе́мбо (итал. Bonifacio Bembo; ок. 1420, Брешиа — 1480, Милан) — итальянский живописец эпохи Возрождения периода кватроченто ломбардской школы.

## Биография

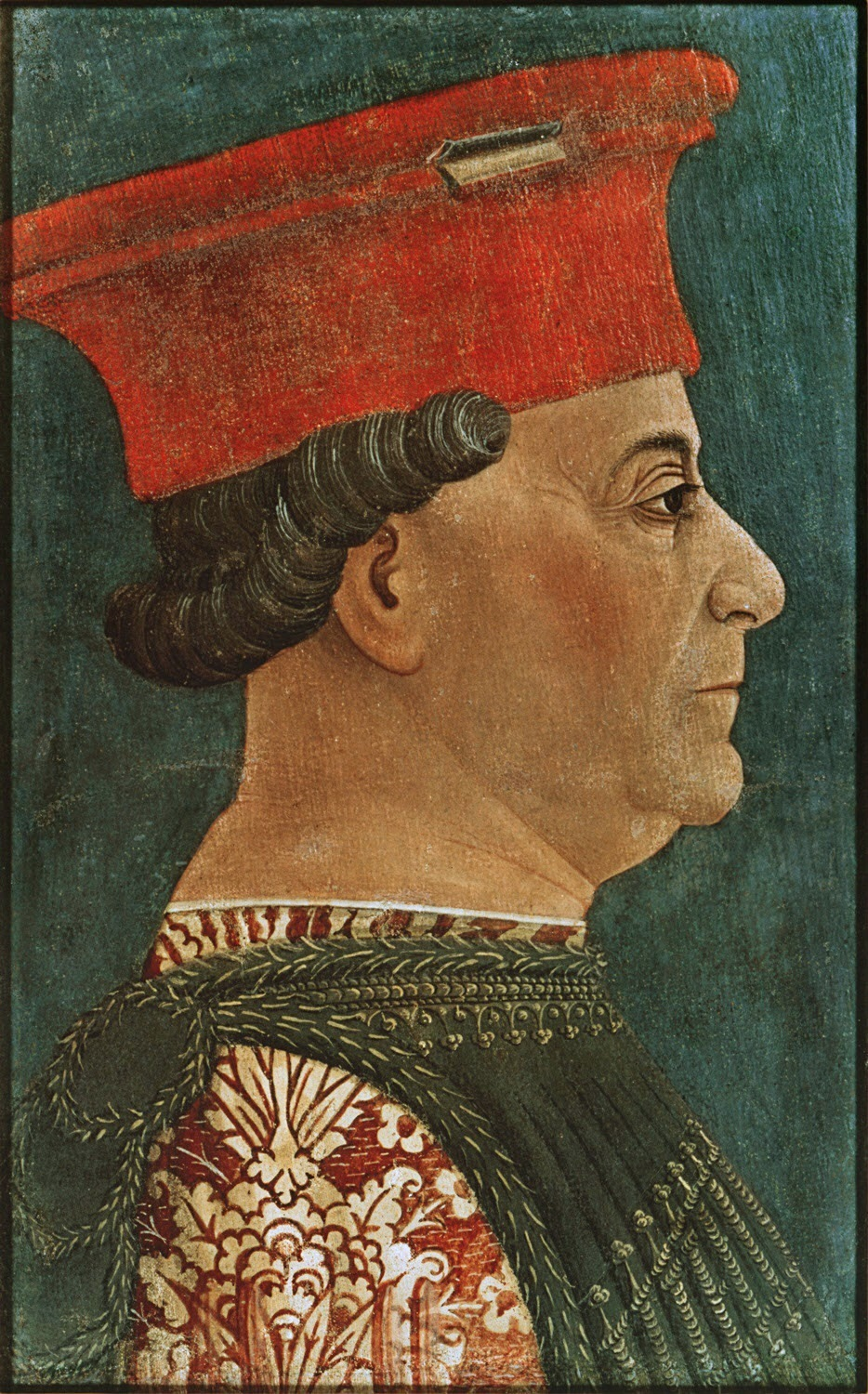
Бонифачо Бембо. Портрет Франческо Сфорцы. Около 1460 года, Галерея Брера, Милан

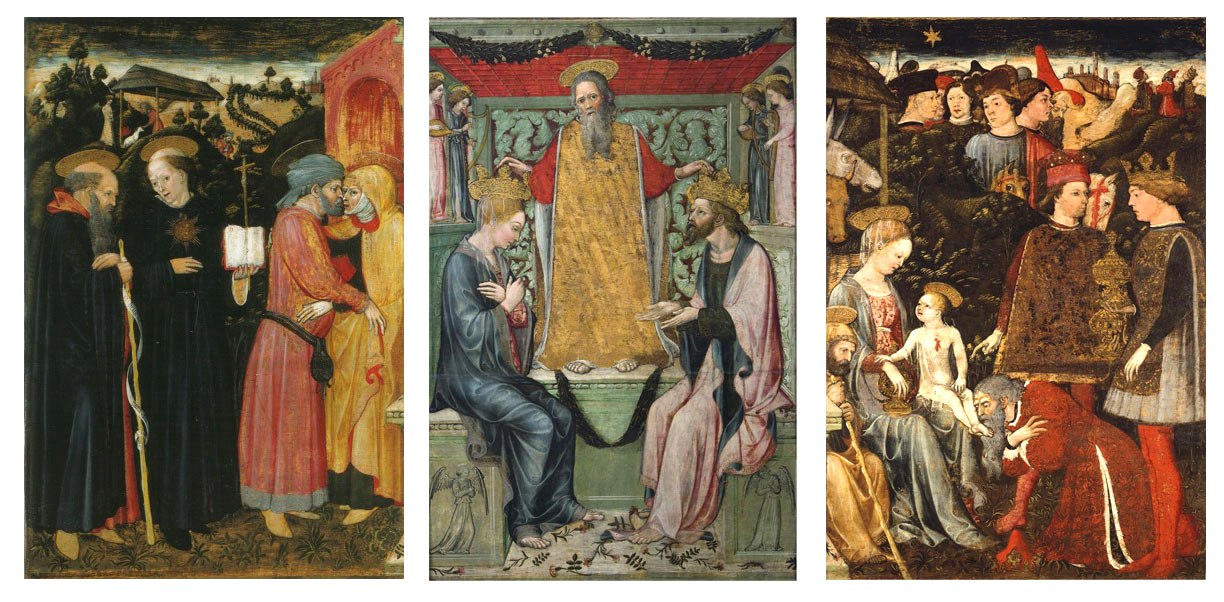
Бонифачо Бембо. Триптих, выполненный по заказу Бьянки Марии Висконти. 1445-1450. Боковые панели «Поклонение волхвов» и «Встреча Иоакима и Анны у Золотых ворот» — Музей Искусства, Денвер, центральная панель «Коронация Христа и Марии» — Городской музей Кремоны. Реконструкция

Точная дата рождения Бонифачо неизвестна; полагают, что он родился около 1420 года в семье кремонского живописца Джованни Бембо, когда тот пребывал в Брешии. Вероятно, он был старшим из четырёх сыновей художника (трое других — Амброджо, Бенедетто и, вероятно, Джероламо). Архивные документы впервые сообщают о Бонифачо в 1447 году, когда он упоминается среди сторонников герцога Франческо Сфорцы. В 1456-57 годах между художественной мастерской Бембо и двором Сфорца возникают непосредственно деловые взаимоотношения: согласно сохранившимся документам, герцог пригласил братьев расписать зал замка в Павии (однако исследователи полагают, что деловые взаимоотношения с двором Сфорца возникли гораздо раньше — в 1442—1444 годах, когда Бонифачо выполнил первую серию карт Таро для герцога). В 1462 году Бонифачо написал алтарную картину с изображением святых Хрисанфа и Дарьи, которая была заказана герцогом для алтаря в церкви Св. Антония в Кремоне (позднее утрачена). По сторонам от алтаря располагались портреты герцога Франческо Сфорцы и его супруги Бьянки Марии Висконти — единственные сохранившиеся части этого проекта (ныне находятся в капелле Кавалькабо той же церкви).
В 1467 году художник совместно со скульптором Панталеоне де Маццолисом создал алтарь для главного собора в Кремоне. В начале 1469 года он вернулся в Павию, где по заказу герцога Галеаццо Мария Сфорцы декорировал залы в его замке фресками на темы придворной жизни (причём темы придумывал сам герцог). Эти росписи погибли, но сохранились описания Паскье Лемуана, который видел их после прихода к власти короля Франциска I в 1515 году. 
В 1473 году, вероятно, в ожидании начала работ в герцогской капелле в миланском замке Сфорца, Бонифачо создавал для них подготовительные рисунки. В 1474 году он получил миланское гражданство и был приглашён декорировать капеллу замка Сфорца совместно с Винченцо Фоппой и Дзанетто Бугатто. В том же году он исполнил фрески в церкви Санта Мария ди Караваджо, которые восхвалялись его современниками, но сегодня утрачены. В 1476 году Бонифачо Бембо вместе Фоппой и Джакомино Висмара работал над росписями в церкви Сан-Джакомо в Павии. В 1477 году он работал в капелле Колледжо Кастильони в Павии, где вместе с Винченцо Фоппой, Дзанетто Бугатто и Костантино да Ваприо написал фрески, которые сохранились и ныне отреставрированы (по другим сведениям, эти работы были выполнены в 1475 году).
Дата кончины художника неизвестна, но это событие произошло до 1482 года, поскольку в документе от 13 мая 1482 года его сын Лодовико, тоже ставший художником, поименован «fq. Magistri Bonifacii» (то есть filius quondam Magistri Bonifacii — сын умершего Мастера Бонифачо).

## Произведения
Несмотря на существующие свидетельства творческой деятельности художника, среди них практически нет данных, позволяющих увязать их с сохранившимися произведениями, за исключением одного случая — двух портретов герцога Милана и его супруги в капелле Кавалькабо. Это ставит исследователей его творчества в очень трудное положение, так как не позволяет определить ни иконографические схемы, ни типажи, которыми пользовался мастер. И поскольку многие работы исполнялись его мастерской, практически невозможно определить степень участия сотрудников этой мастерской и самого Бонифачо. В связи с этим атрибуции его произведений носят подчас гипотетический характер, и не всеми приняты.
К возвращению имени Бонифачо Бембо из небытия приложил руку известный итальянский историк искусства Роберто Лонги, который в работе, опубликованной в 1928 году, приписал кисти Бонифачо расформированный триптих, в центре которого была «Коронование Христа и Марии» (ныне в Городском Музее Кремоны), а двумя боковыми панелями служили «Встреча Иоакима и Анны» и «Поклонение волхвов» (обе в Музее искусства, Денвер, США). В дальнейшем, вокруг этой работы, руководствуясь стилевыми признаками, стали собирать иные произведения мастера: три разных комплекта карт Таро (Библиотека Пирпонта Моргана, коллекция Йельского университета и галерея Брера, Милан); картины плафона с сюжетами из Книги Бытия и Истории Иосифа (ныне в Городском Музее Кремоны); фрески, обнаруженные в капелле Кавалькабо церкви Сант-Агостино в Кремоне; рисунки в книге с историей Ланселота (Pal. 556 в Национальной библиотеке, Флоренция); две панели от полиптиха с изображениями святых Алексия и Юлиана (галерея Брера, Милан) и фрески замка в Монтичелли д’Онджина (Пьяченца). Среди других работ, приписываемых художнику исследователями, изображения двух святых из коллекции Харрисди, Лондон; триптих из коллекции Актон, Флоренция; ещё одна серия карт Таро в Кастелло Урсино, Катания; изображения пророков в клуатре церкви Санта-Мария-ди-Кастелло в Генуе, панель от полиптиха «Жизнь Свяиого Франциска» (Академия Каррара, Бергамо), неполный Триптих (Музей Пти Пале, Авиньон) и другие.
Среди наиболее известных работ Бонифачо есть парный портрет герцога Франческо Сфорцы и его супруги Бьянки Марии Висконти (оба портрета в Галерее Брера, Милан), однако и эти работы не имеют подписи автора, и были атрибутированы мастеру лишь по аналогии с портретами этих же персонажей из капеллы Кавалькабо.
Все эти произведения однородны в стилевом отношении и считаются общепризнанными работами Бонифачо Бембо, несмотря на то, что есть исследователи, несогласные с некоторыми атрибуциями. Особенности этих произведений позволили экспертам сделать вывод, что творчество мастерской Бонифачо Бембо представляет собой продолжение искусства поздней ломбардской готики и обнаруживает влияние стиля, ведущего своё происхождение от Джентиле да Фабриано. Была составлена и общепринятая хронология этих произведений. В более позднем творчестве художника видно влияние Винченцо Фоппы и усиление нового ренессансного стиля, который наиболее рельефно выражен во фресковых росписях Колледжо Кастильоне, Павия (как сообщает подпись под сценой «Воскресения Христа» в капелле, росписи были начаты в 1475 году по заказу епископа Бранда).
Особую проблему представляют собой фрески в Кастелло ди Торрекьяра, которые одни исследователи приписывают брату Бонифачо — художнику Бенеддето Бембо, другие считают совместной работой братьев, третьи — работой их мастерской, а четвёртые и вовсе не их работой (напр. Марко Танци высказал предположение, что эти фрески написал Франческо Таккони). Фрески в Золотом Зале (Sala d’Oro) замка Террекьяра посвящены романтическим сценам с участием Пьера Мария Росси, графа Берчето и его damigella (возлюбленной) Бьянки Пеллегрини (исполнены, вероятно, в 1460-х годах). Они представляют собой редкий пример позднеготической рыцарской культуры, однако, никаких документов, касающихся этих росписей, не сохранилось.

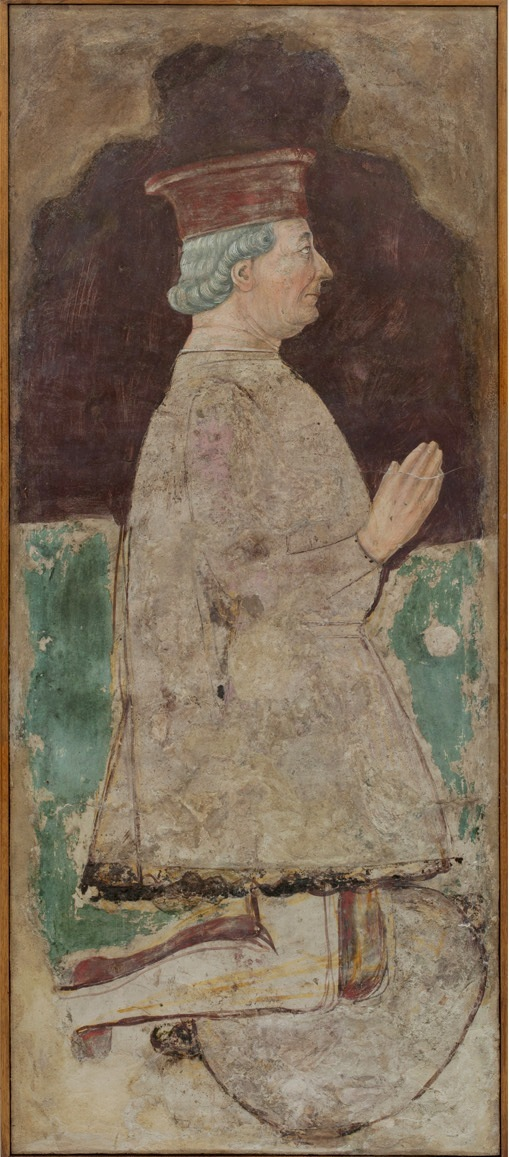
Бонифачо Бембо. Портрет Франческо Сфорцы. Около 1462. Фреска. Церковь Сант-Агостино, капелла Кавалькабо, Кремона
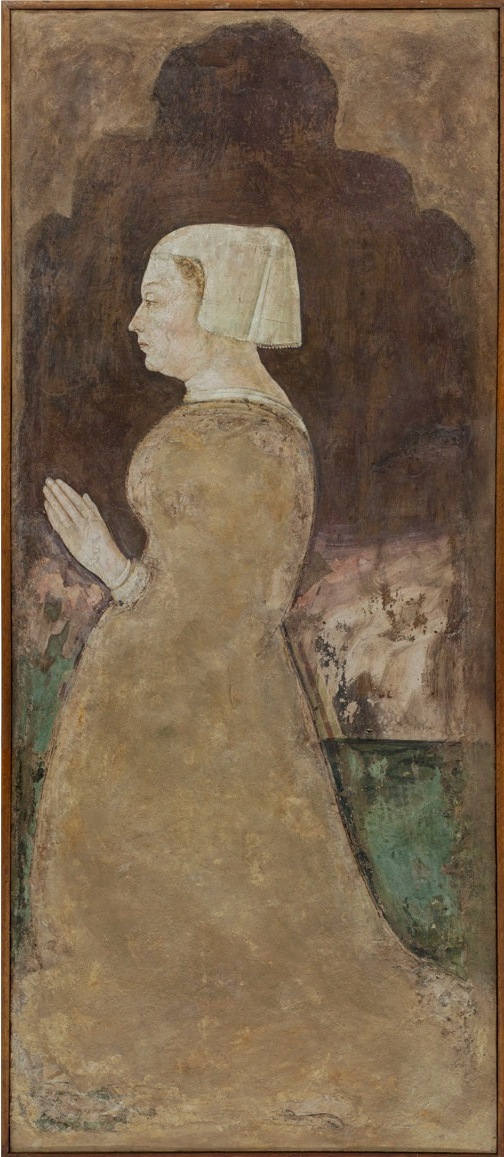
Бонифачо Бембо. Портрет Бьянки Марии Висконти. Ок. 1462. Фреска. Церковь Сант-Агостино, капелла Кавалькабо, Кремона
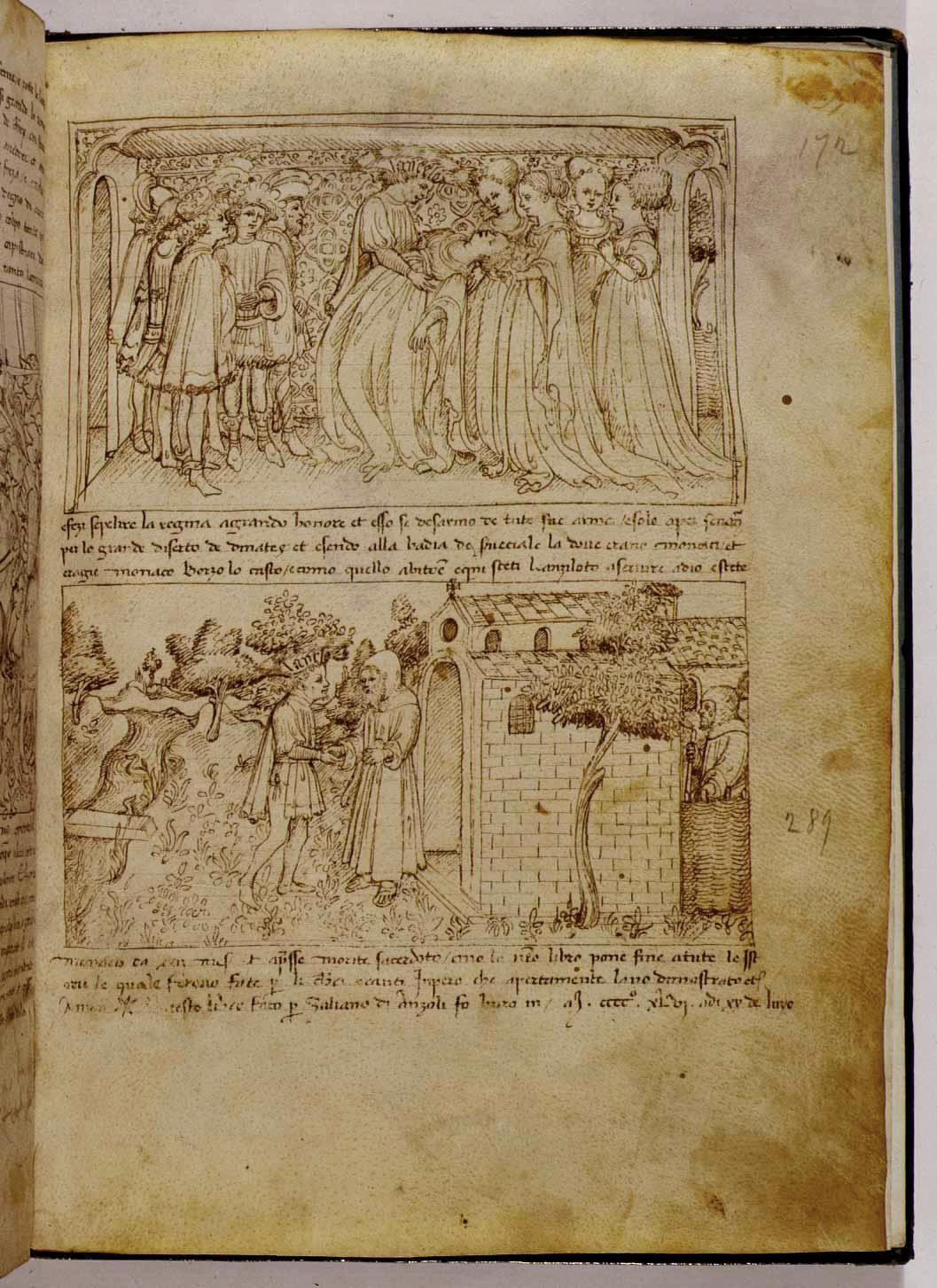
Бонифачо Бембо. Рисунки к книге «История Ланселота» Национальная Библиотека, Флоренция
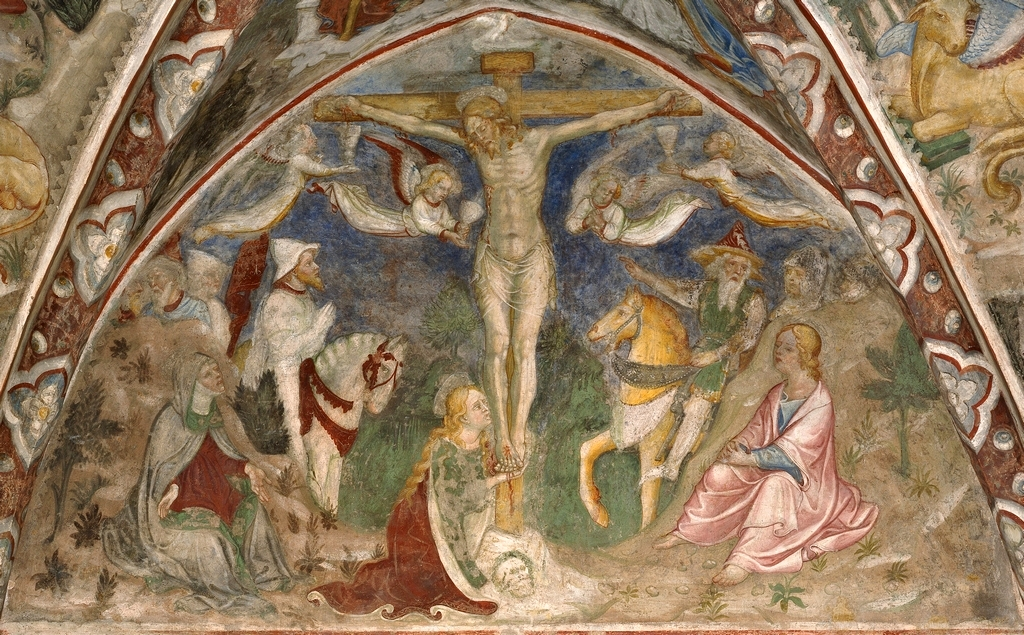
Бонифачо и Бенедетто Бембо. Распятие. Фреска. Капелла в Рокка-ди-Монтичелли-д'Онджина
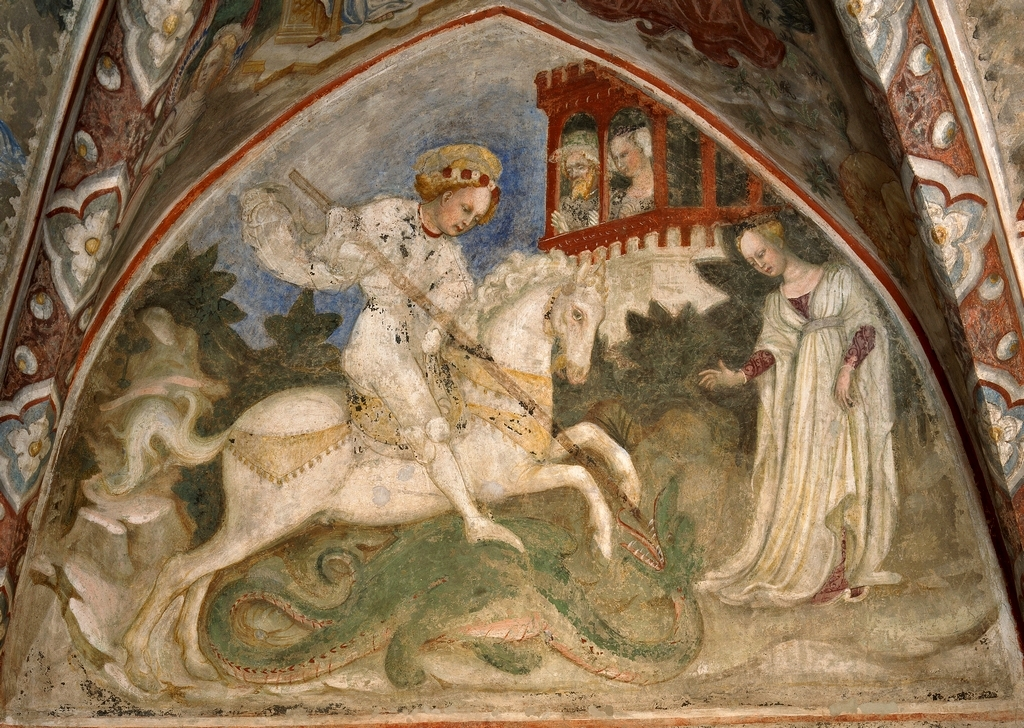
Бонифачо и Бенедетто Бембо. Св. Георгий. Фреска. Капелла в Рокка-ди-Монтичелли-д'Онджина
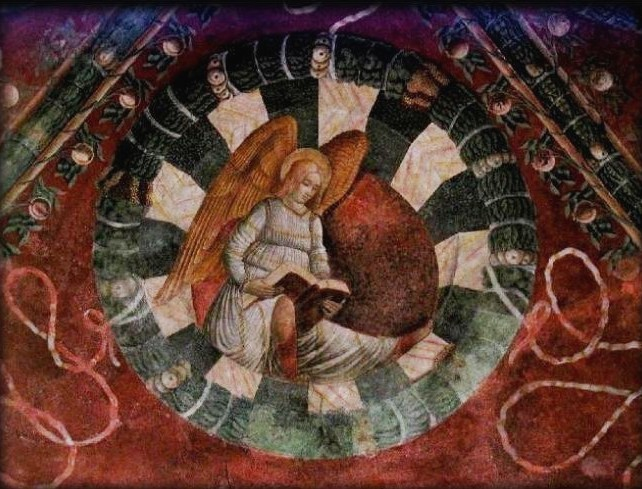
Бонифачо Бембо. Ангел св. Матфея. 1475-1477. Роспись потолка капеллы в Колледжо-Кастильони. Деталь